# 新塘駅 (杭州市)
新塘駅（しんとうえき）は、中華人民共和国浙江省杭州市上城区新塘路と艮山西路の交差点に位置する杭州地下鉄4号線の駅である。

## 歴史
- 2015年
  - 2月2日：4号線の当駅付近の区間が開通したが、当駅に関しては駅周辺の道路工事の影響により、他駅との同時開通が見送られた[1][2]。
  - 6月28日：他の駅に遅れて、正式開業[3]。

## 駅構造
島式ホーム1面2線を有する地下駅。隣接する火車東站駅と彭埠駅を同一ホーム乗り換えが可能な対向式配置とするため、当駅では列車の左側通行方式が採用されています。

### のりば
| 路線    | 方向 | 行先                 |
| ------- | ---- | -------------------- |
| ■ 4号線 | 下り | 浦沿方面             |
| ■ 4号線 | 上り | 火車東站・池華街方面 |

（出典：杭州地下鉄:站内空间示意图）

## 駅周辺
- 融信中心
- 華辰・銀座ホテル
- 坤塘悦府
- 保利中心
- 保利・中盛府
- 東昇市場
- 運河映巷影視文化街区
- 新瑞名府
- 景芳四区
- 新塘家園(西区)
- 東城印象公寓
- 景華苑

## 隣の駅
杭州地下鉄
■ 4号線
景芳駅 - 新塘駅 - 新風駅